# Collezione Santarelli

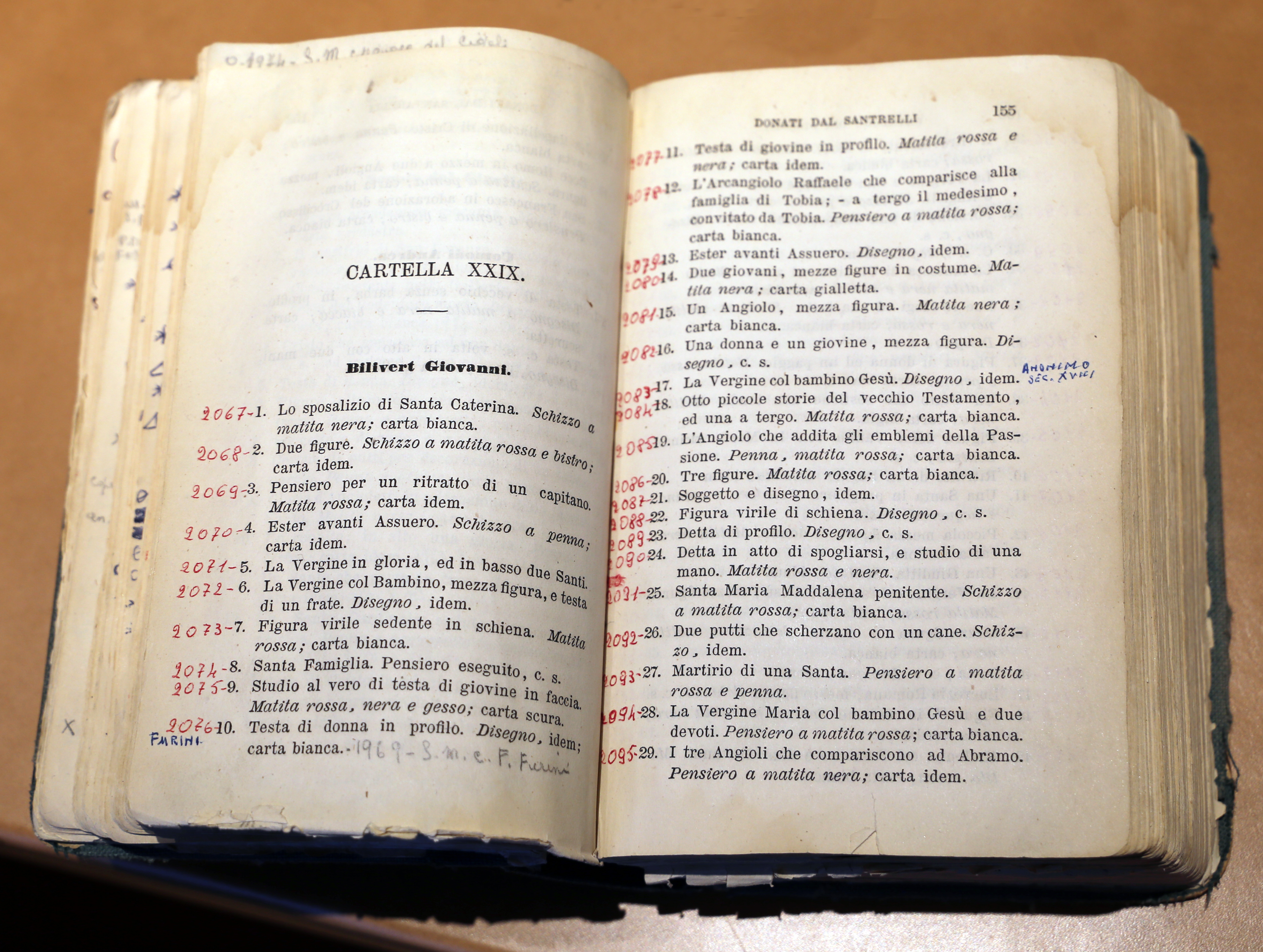
Il catalogo originale della collezione Santarelli

La collezione Santarelli della Galleria degli Uffizi di Firenze è costituita di 12.667 disegni donati dallo scultore Emilio Santarelli nel 1866. È la più grande collezione conservata nel Gabinetto dei disegni e delle stampe. Le opere sono di artisti di varie scuole italiane ed europee ed è particolarmente ricca di opere di artisti toscani del XVI e XVII secolo.

## Storia
Emilio Santarelli intendeva con la sua collezione raccogliere le opere di tutte le principali scuole artistiche coeve e precedenti. 
La donazione di Emilio Santarelli venne rogata il 22 settembre 1866 e pubblicata il 28 settembre successivo. Il beneficiario era il Ministero della pubblica istruzione, dal momento che gli Uffizi erano allora un'entità amministrativa priva di identità giuridica propria. Il valore della collezione era stimato in 203.865 lire e la sua consistenza ammontava a 12.461 opere originali "dei principali Artisti di varie scuole che fiorirono ed operarono dal Millequattrocento fino ai nostri giorni". Il catalogo della collezione, già redatto dallo stesso Santarelli, venne pubblicato dagli Uffizi nel 1870. Successivi studi hanno attribuito o datato in maniera diversa singoli disegni, anche se è stato mantenuto l'ordinamento originale fornito dal donatore.
La collezione è dal 2012 oggetto di studio e catalogazione a cura del progetto Euploos, una collaborazione nata tra Kunsthistorisches Institut in Florenz Max-Planck-Institut, Gabinetto dei Disegni e delle Stampe delle Gallerie degli Uffizi e Scuola normale superiore, che si propone di rendere disponibile in rete l’intera raccolta del Gabinetto Disegni e Stampe.
I singoli disegni della collezione vengono utilizzati per mostre, prestiti e scambi e, come gli altri appartenenti al Gabinetto, possono essere esposti nei limiti temporali di soli tre mesi ogni cinque anni.

## Descrizione
La collezione era suddivisa in 125 cartelle di varia consistenza, assemblate per tipologia artistica o scuola.

### Autori dei disegni
Alcuni tra gli artisti che sono rappresentati nella collezione col maggior numero di opere, come indicati nel catalogo originale.
Artisti toscani:
- Baldassarre Franceschini detto il Volterrano: 350
- Bernardino Poccetti: 180
- Giovanni Bilivert: 160
- Accigoli (Ludovico Cardi detto il Cigoli): 140
- Francesco / Raffaello Vanni: 140
- Alessandro Casolani: 140
- Jacopo Chimenti da Empoli: 127
- Domenico Beccafumi: 100
- Remigio Cantagallina: 100
- Vasari e la sua scuola: 80
- Francesco Salviati: 80
- Matteo Rosselli: 80
- Giovanni da San Giovanni: 70

Artisti dell'Emilia-Romagna e della Liguria:
- Attribuiti ai Carracci: più di 150
- Francesco Barbieri detto Guercino e scuola: 130
- Guido Reni e scuola: 130
- Luca Cambiaso: 115

Artisti veneti:
- Jacopo Robusti detto il Tintoretto: 60
- I Tiepolo: 46